# Kenneth Pinyan
Kenneth Pinyan (1960. június 22. – Enumclaw, King megye, Washington,          2005. július 2.) a Boeing-gyár amerikai mérnöke volt, aki azzal vált hírhedtté, hogy lovakkal közösült, és egy ilyen aktus során szerzett sérüléseibe belehalt. A közösülésekről videókat készített ismerőseivel, több az internetre is kikerült.

## Halála
A halálos baleset egy 40 hold területű farmon történt Enumclaw város mellett, King megyében, Washington államban. Pinyan, James Michael Tait, az "operatőr" és egy harmadik, azonosítatlan társuk gyakran járt titokban a farmon, ahol lovakkal közösültek. Pinyan 2005. július 2-án egy Big Dick nevű arabs csődörrel közösült análisan, amikor a ló pénisze átfúrta a férfi vastagbelét.
Pinyan nem volt hajlandó orvosi segítséget kérni, mivel félt attól, hogy kínos részletek derülnek ki, és elvesztheti akár a munkáját is. Végül egy ismerőse bevitte a kórházba, de mire az orvosok elláthatták volna, meghalt. A Pinyant kórházba szállító ember az eset után eltűnt. Orvosszakértők megállapították, hogy Kenneth Pinyan halálát belső vérzés okozta a vastagbelén keletkezett szakadás miatt. 

## Következmények
Az eset hatására Pam Roach republikánus szenátor törvénytervezetet készített az állatokkal történő közösülés betiltására. 2006. február 11-én a szenátus elfogadta a 6417 sorszámú törvényjavaslatot, ezzel 117 év után először vált illegálissá Washington államban a zoofilia gyakorlása.

## A médiában
A hírlapok kezdetben tartózkodtak attól, hogy tudósítsanak az esetről, mivel túl ízléstelennek találták. Elsőként a Seattle Times közölt híradást az incidensről, miután az Associated Press jelentéséből kiderült, hogy a farmot, ahol Pinyan lovakkal közösült, számtalan olyan ember kereste fel, akik hasonló vágyaikat akarták kielégíteni. Az újságok nem közölték Kenneth Pinyan nevét, az először Tom Leykis rádiós talk-show-jában hangzott el 2005 nyarán. A Pinyan által feltöltött videók ma is elérhetők az interneten. Az esetet videóra rögzítő ember ellen rendőrségi eljárás indult.
2007-ben Zoo (Állatkert) címen egész estés dokumentumfilmet mutattak be Pinyanról a Sundance Filmfesztiválon. A filmesek számos interjút készítettek Pinyan családtagjaival, ismerőseivel. A film egyike volt filmfesztivál zsűrije által győztesnek ítélt 16 film egyikének (856 induló közül választották ki). 2007-ben egyike volt a cannes-i fesztiválon induló öt amerikai filmnek.

## Fordítás
- Ez a szócikk részben vagy egészben  az   Enumclaw horse sex case című angol Wikipédia-szócikk fordításán alapul.  Az eredeti cikk szerkesztőit annak laptörténete sorolja fel. Ez a jelzés csupán a megfogalmazás eredetét és a szerzői jogokat jelzi, nem szolgál a cikkben szereplő információk forrásmegjelöléseként.